# 路上のソリスト
『路上のソリスト』（原題：The Soloist）は、2009年のアメリカ映画。『ロサンゼルス・タイムズ』紙の記者スティーヴ・ロペスがホームレスの音楽家ナサニエル・エアーズとの交流を綴った連載コラムを映画化。

## ストーリー
『ロサンゼルス・タイムズ』紙にてコラム「西の視点（ポインツ・ウエスト）」を連載している記者スティーヴ・ロペス（ロバート・ダウニー・Jr）。ある日彼は、路上で弦が2本しかないヴァイオリンを弾くナサニエル・エアーズ（ジェイミー・フォックス）と出会う。ナサニエルはジュリアード音楽院に在籍したことがあるチェロ奏者だったが、現在はホームレスになっていた。そんな彼に興味を覚えたロペスは、彼の生い立ちを記事に連載する。しばらくして、ナサニエルに同情した読者から、彼宛てにチェロが届く。ロペスはそれを餌にナサニエルを「更生」させようとする。

## キャスト
※括弧内は日本語吹替
- ナサニエル・エアーズ（英語版） - ジェイミー・フォックス（大塚明夫）
- スティーヴ・ロペス（英語版） - ロバート・ダウニー・Jr（藤原啓治）
- メアリー・ウェストン - キャサリン・キーナー（藤生聖子）
- グラハム・クレイドン - トム・ホランダー（高宮俊介）
- ジェニファー・エアーズ・ムーア - リサ・ゲイ・ハミルトン（松岡洋子）
- デヴィッド・カーター - ネルサン・エリス
- レスリー・ブルーム - レイチェル・ハリス
- カート・レイノルズ - スティーヴン・ルート
- フロ・エアーズ - ロレイン・トゥーサント
- 若い頃のナサニエル - ジャスティン・マーティン
- ラボの技術者 - ジェナ・マローン
- 困っていた女性 - オクタヴィア・スペンサー
- 通勤する女性 - アンジェラ・フェザーストーン（クレジットなし）